# Kyla King
Kyla King (Breda, 6 november 1983), pseudoniem van Miggy de Koning, is een Nederlands fotomodel en voormalig pornoactrice. King is een dochter van de zangeres Miggy die in de jaren tachtig bekend werd met de single 'Annie hou jij mijn tassie effe vast'.

## Carrière
King was tijdens haar tienerjaren een periode werkzaam als fotomodel. Hierna werd ze bekend als pornoactrice en speelde onder meer in de eerste Nederlandse pornosoap Stoute Tijden Geile Tijden, die destijds alleen via internet was te volgen, uitgebracht en geproduceerd door Shots Video B.V. Vanaf 2004 speelde ze ook in diverse Amerikaanse porno- en softpornofilms. Ook was King te zien in reclamespotjes voor 0900-sekslijnen die 's nachts werden uitgezonden op de commerciële kanalen.
In 2009 stopte ze met het werk in de porno-industrie.

## Films
- Rocks That Ass 24 (2004)
- 2 + Me = 3 (2004)
- Hellcats 7 (2005)
- Cream Pie Girls 2 (2005)
- Mature Women with Younger Girls 13 (2005)
- Lesbian Swirl Fest 9 (2005)
- Lesbian Centerfolds (2005)
- Gigi: Psychotic & Erotic (2005)
- Army of Ass 8 (2005)
- Throat Gaggers 12 (2006)
- Tanya's Lipstick Lesbians (2006)
- Pleasure Pagoda 2 (2006)
- Bubble Butt Bonanza 11 (2007)
- Just Me 1 & 3 (2008)